# Школа (фільм, 1980)
«Школа» — радянський трисерійний телефільм 1980 року, знятий режисером Михайлом Іллєнком на Одеській кіностудії за мотивами однойменної повісті Аркадія Гайдара. 

## Сюжет
Дія фільму відбувається у роки громадянської війни. П'ятнадцятирічний підліток з провінції, став солдатом, успішно проходить початок великого шляху школи мужності. Перша серія — «Втікач». Друга серія — «Чубук». Третя серія — «Запєвала».

## У ролях
- Михайло Єгоров — Борис Горіков
- Анатолій Кузнецов — Чубук
- Лев Дуров — штабс-капітан
- Віктор Іллічов — Сирцов
- Олег Корчиков — Шебалов, червоний командир
- Юрій Дубровін — Сухарєв
- Паул Буткевич — Галда
- Дмитро Харатьян — Ваальд, кадет
- Віктор Панченко — Шмаков
- Серджіу Фініті — Циганок
- Володимир Шпудейко — Бурдюков
- Юрій Мисєнков — Єрмаков
- Микола Сектименко — Тхір
- Лілія Дзюба — мати Бориса
- Лев Перфілов — отець Геннадій, вчитель Закону Божого у школі
- Юрій Рудченко — вчитель астрономії
- Василь Скромний — Федька, однокласник Бориса
- Іван Гаврилюк — взводний
- Сергій Подгорний — унтер Логінов
- Ярослав Гаврилюк — ротмістр Данилевський
- Махарбек Кокоєв — Ібрагішка
- Володимир Алексєєнко — старий-провідник
- Микола Воронін — лікар
- Степан Донець — червоноармієць
- Валентин Кобас — червоноармієць
- А. Чинов — епізод
- Анатолій Лук'янченко  — епізод
- Петро Вескляров — дід
- Сергій Дворецький — білий, перейшов на бік червоних
- Людмила Кузьміна — селянка
- Борис Макаров — білий солдат
- Володимир Мішаков — епізод
- Василь Векшин — директор гімназії
- Микола Величко — червоноармієць у тюбетейці
- Михайло Горносталь — друг батька
- Валентина Губська — епізод
- Олексій Колесник — епізод
- Микола Малашенко — епізод
- Володимир Наумцев — епізод
- Федір Одиноков — селянин
- Віктор Поліщук — червоноармієць
- Анатолій Соколовський — епізод

## Знімальна група
- Сценарист: Ніна Давидова
- Режисер-постановник: Михайло Іллєнко
- Оператор-постановник: Вадим Іллєнко
- Художники-постановники: Віталій Лазарев, Олександр Шеремет
- Композитор: Едуард Артем'єв
- Звукооператори: В. Морозевич, Е. Сегал
- Режисер: В. Вінніков
- Оператори: Володимир Гагкаєв, В. Бердашкевич
- Художник по костюмах: Неллі Мельничук
- Художник по гриму: Людмила Друмирецька
- Режисер монтажу: І. Чаусська
- Редактор: Є. Марценюк
- Комбіновані зйомки: оператор — Всеволод Шлемов, художник — Є. Єлісаветська
- Художник-декоратор: В. Зайцев
- Симфонічний оркестр Госкіно СРСР, диригент — Юрій Серебряков
- Директори картини: Гегам Ташчан, Олександр Хоружин